# Château de Chaumont (La Serre-Bussière-Vieille)
Château de Chaumont je zámek na rozhraní obcí Mainsat a La Serre-Bussière-Vieille, v departementu Creuse v Nové Akvitánii ve střední Francii. Zámek postavený na začátku 20. století v roce 1986 kompletně vyhořel. Od roku 2022 prochází rekonstrukcí.

## Historie

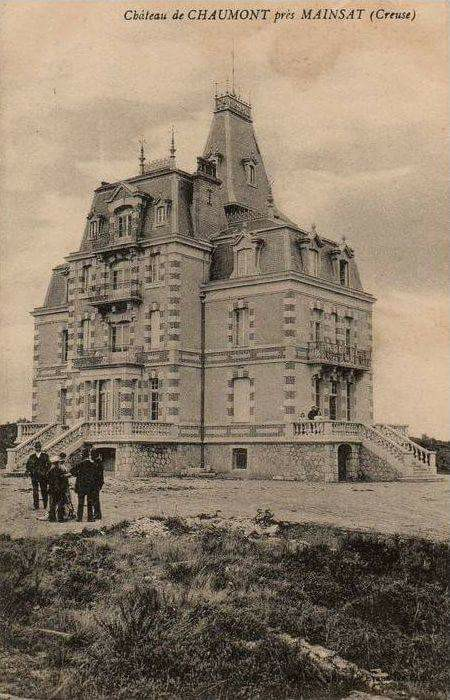
Château de Chaumont na historické fotografii

Zámek nechal na začátku 20. století postavit ruský průmyslník pro svou chráněnku Eugénii Bardet, mladou zpěvačku z Creuse.

### 2. světová válka
Od roku 1939 byl zámek pronajímán charitativní organizaci Œuvre de secours aux enfants (OSE). Od roku 1940 je historie zámku spojena se záchranou Židů během druhé světové války. V letech 1939–1945 departement Creuse přijal přibližně 3 000 Židů včetně 1 000 dětí. OSE měla v Creuse tři sekulární přijímací střediska pro děti, včetně Chaumontu, které řídila Lotte Schwarz. Synagoga de Neuilly, která vznikla v roce 1866 v pařížském regionu, se v roce 1939 kvůli německé okupaci města přestěhovala do Creuse, protožebyla v zone libre („svobodné zóně”).
Od roku 1940 do roku 1942 se na zámku ukrýval tehdy čtyřletý francouzský herec a komik Popeck. Tři roky se zde také ukrývala Židovka a pozdější spisovatelka Fanny Ben-Ami se svými sestrami, dokud děti nebyly prozrazeny. Část svého dětství strávil na zámku také promotér Bill Graham, který později působil v San Francisku, jako dětský uprchlík před nacisty, než odcestoval do Spojených států.
Na začátku cesty vedoucí k zámku je umístěna pamětní deska.

### Požár
Když Eugénie Bardet zemřela, její dědicové se rozhodli zámek prodat. V roce 1967 byl zámek prodán Jeanu-Françoisi Mironnetovi, správci sídla Coco Chanel, a jeho bývalé manželce, která byla modelkou. Chanel tedy nikdy zámek nevlastnila.
V únoru 1986 budovu zničil požár, z něhož zůstaly stát pouze obvodové zdi. Mironnetově manželce, která byla v době požáru na zámku sama, se podařilo před plameny uniknout skrze okno do něhož přivázala prostěradlo.
V roce 2017 byla nemovitost dána k prodeji. V říjnu 2022 zámek za 60 000 euro zakoupil Dan Preston, anglický emigrant a zakladatel YouTube kanálu Escape to rural France. Preston zahájil kompletní rekonstrukci zámku, jejíž průběh od začátku na svém YouTube kanálu pravidělně zveřejňuje. Kanál si od roku 2021 vysloužil více než 34 milionů zhlédnutí. Preston opravy zámku financuje částečně z vlastních fondů, financí generovaných YouTube kanálem a od dárců z Patreonu.